# M24 Sniper Weapon System
De M24 SWS (Sniper Weapon System) is een sluipschuttersgeweer ontworpen door de wapenproducent Remington voor militaire- en politiedoeleinden. Het geweer dient als standaardgeweer voor Amerikaanse sluipschutters sinds 1988. Het wordt ook gebruikt door het Israëlische leger.
De reden waarom het een "weapon system" (wapensysteem) genoemd wordt en niet kortweg een geweer, is omdat de M24 SWS niet alleen uit een geweer bestaat, maar ook uit een afneembare telescoop en andere accessoires. De Amerikaanse marine gebruikt een variant op dit geweer, de M40, als hun standaard sluipschuttersgeweer.
De M24 is een door Remington gebouwde en door het leger aangepaste Remington Model 700.